# Neukirchen/Pleiße
Neukirchen/Pleiße är en kommun och ort i Landkreis Zwickau i förbundslandet Sachsen i Tyskland. Kommunen har cirka 3 800 invånare.